# Státní poznávací značky v Estonsku

Nová SPZ Estonska

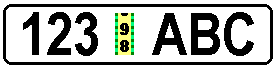
Stará SPZ Estonska

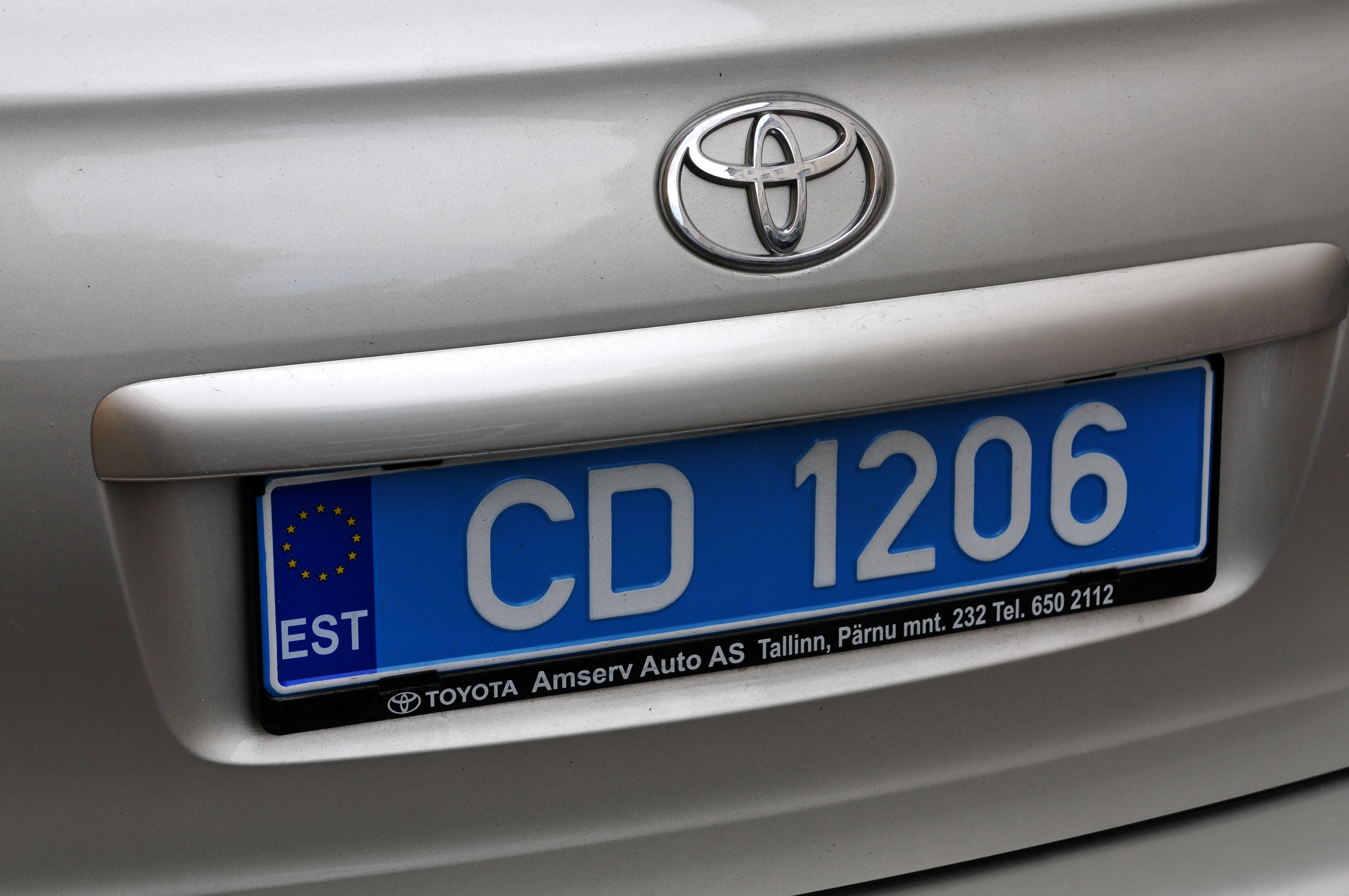
Diplomatické značky

Na poznávací značek pro silniční vozidla (ruční vozidla, nákladní automobily, autobusy, průmyslová vozidla a stroje, motocykly) z Estonska, existují pro ně tyto kódy měst.

## Kódy měst
- A Tallinn
- B Tallinn
- D Viljandi
- F Pärnu
- G Valga
- H Hiiumaa
- I Jõhvi
- J Jõgeva
- K Kuressaare
- L Rapla
- M Harjumaa
- N Narva
- O Põlva
- P Paide
- R Rakvere
- S Haapsalu
- T Tartu
- V Võru